# عمق بازار

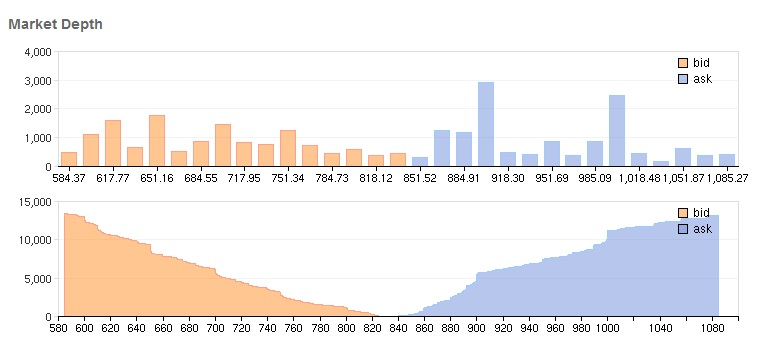

عمق بازار (به انگلیسی: market depth) در علوم مالی، بازار عمیق به بازاری مالی اطلاق می‌شود، که مدت زمان انتظار برای اجرای سفارش خرید یا فروش اوراق بهادار، حداقل بوده و به آسانی انجام شود. چنانچه بازار عمیق باشد، برای تغییر قیمت اوراق بهادار حجم بالایی از سفارش خرید (فروش) لازم است. 
در واقع بازار عمیق، بازاری نقد شونده است، که هیچ‌گاه سفارش خرید یا فروشی بی‌جواب نخواهد ماند. عواملی نظیر شفافیت و کارآیی بازار، عدم محدودیت برای نوسان قیمت، وجود نهادهای مالی با توانگری مالی بالا جهت بازارگردانی، وجود ابزارهای مالی متنوع سرمایه‌گذاری و تأمین مالی، عدم توقف طولانی‌مدت نماد معاملاتی شرکت‌ها و نظام حقوقی و قضایی فراگیر، از جمله مهم‌ترین عوامل اثرگذار بر عمق بازار است.
به بیان ساده، بازار عمیق به بازاری گفته می‌شود، که در آن خرید و فروش، به آسانی انجام می‌شود و مدت زمان انتظار برای مبادله سهام، به حداقل ممکن کاهش یابد. در بازار عمیق، برای تغییر قیمت (صعود یا سقوط)، حجم سفارش باید به مقدار قابل توجهی افزایش یابد. بنابراین می‌توان گفت بازارهای عمیق دارای نقدشوندگی بسیار بالا هستند. در این بازارها صف‌های خرید و فروش هرگز پایدار نمی‌مانند.

### نمودار عمق بازار
نمودار عمق بازار نمایشی بصری از سفارش‌های خرید (پیشنهادها) و سفارش‌های فروشِ (درخواست‌ها) دفتر سفارش است.
نمودار عمق بازار روشی است برای دیدن حجم (یا اندازه سفارش) سفارش‌های معلق خرید و فروش نسبت به هر سطح قیمت. در بیشتر پلتفرم‌های معاملاتی‌ای که صرافی‌های ارز دیجیتال ارائه کرده‌اند، به غیر از نمودار قیمت، یک «نمودار عمق بازار» هم می‌توانید ببینید.
نمودار عمق بازار ابزاری است برای مطلع شدن از عرضه و تقاضای ارز دیجیتال برای طیف وسیعی از قیمت‌ها در یک زمان خاص. نمودار عمق بازار عرضه (تمایل برای فروش) و تقاضا (تمایل برای خرید) را نشان می‌دهد.
عبارت «عمق» اشاره دارد به توانایی بازار برای یک ارز دیجیتال خاص برای حفظ سفارش‌های بزرگ (خرید یا فروش) بدون تغییر قابل توجه قیمت.
در یک دفتر سفارش هرچه سفارش‌های معلق در هر دو طرف دفتر سفارش بیشتر باشد، آن دفتر سفارش عمق بیشتری دارد.
به طور خلاصه، هرچه سفارش‌های معلق بیشتر باشد، عمق بیشتر است.
اگر سمت سبز بالاتر از سمت قرمز باشد، نشان‌دهنده این است که تمایل برای خرید (زیر قیمت فعلی) بیشتر از تمایل برای فروش (بالاتر از قیمت فعلی) است. و بالعکس.